# Joanna Magee
Joanna Magee (Banff, 1974) è un'ex sciatrice alpina canadese.

## Biografia
Polivalente originaria di Banff, la Magee prese per l'ultima volta il via in Nor-Am Cup il 5 aprile 1995 a Whistler in supergigante, senza completare la prova, e si ritirò al termine della stagione 1997-1998: la sua ultima gara fu uno slalom speciale FIS disputato il 6 aprile a Panorama. Non debuttò in Coppa del Mondo né prese parte a rassegne olimpiche o iridate.

## Palmarès

### Campionati canadesi
- 1 medaglia (dati parziali fino alla stagione 1994-1995)[2]:
  - 1 oro (combinata nel 1994)